# Campeonato Carioca de Futebol Feminino de 2010
O Campeonato Carioca de Futebol Feminino de 2010 foi a 19ª edição da divisão principal do campeonato estadual de futebol feminino do Rio de Janeiro. A competição foi organizada pela Federação de Futebol do Estado do Rio de Janeiro (FERJ) e teve o Vasco da Gama como campeão.

## Equipes participantes
| Equipe          | Cidade          | Em 2009 | Estádio             | Capacidade | Títulos            |
| Duque de Caxias | Duque de Caxias | 2º      | Marrentão           | 6 000      | 3 (último em 2007) |
| Vasco da Gama   | Rio de Janeiro  | 5º      | São Januário        | 24 584     | 6 (último em 2000) |
| Volta Redonda   | Volta Redonda   | Campeão | Raulino de Oliveira | 2 000      | 1 (último em 2009) |

## Fórmula de disputa
A competição foi disputada em uma única fase, que foi disputada em jogos de ida e volta. As duas equipes que somaram mais pontos foram consideradas campeã e vice-campeã, respectivamente.

## Fase única
| 1 | Vasco da Gama   | 7 | 4 | 2 | 1 | 1 | 6 | 5 | +1 |
| 2 | Duque de Caxias | 6 | 4 | 2 | 0 | 2 | 7 | 4 | +3 |
| 3 | Volta Redonda   | 4 | 4 | 1 | 1 | 2 | 3 | 7 | -4 |

### Primeira rodada
| 29 de agosto | Duque de Caxias | 1 – 2  | Vasco da Gama                     | Cepe-Caxias                                  |
| 15:00        | Pitty 21'       | Súmula | Tati Antônio 54' · Robertinha 80' | Árbitro: RJ Patricia Aguiar Alencar da Silva |

### Segunda rodada
| 5 de setembro | Volta Redonda | 0 – 2  | Duque de Caxias | CT Volta Redonda                                          |
| 15:00         |               | Súmula | 66' 78' Pitty   | Árbitro: RJ Patricia Silveira de Paiva Rodrigues da Silva |

### Terceira rodada
| 8 de setembro | Vasco da Gama | 3 – 0  | Volta Redonda[a] | CIAGA                                  |
| 15:00         |               | Súmula |                  | Árbitro: RJ Luiz Carlos Barbosa Junior |

### Quarta rodada
| 11 de setembro | Vasco da Gama[b] | 0 – 3  | Duque de Caxias | CIAGA                               |
| 15:00          |                  | Súmula |                 | Árbitro: RJ Diego Henriques Gandara |

### Quinta rodada
| 19 de setembro | Duque de Caxias | 1 – 2  | Volta Redonda                  | CEPE-Caxias                              |
| 15:00          | Michele 68'     | Súmula | 16' Tânia Maranhão · 85' Aline | Árbitro: RJ Cristiano Bernardino de Lima |

### Sexta rodada
| 25 de setembro | Volta Redonda | 1 – 1  | Vasco da Gama    | Estádio Raulino de Oliveira            |
| 13:00          | Correia 42'   | Súmula | 31' Dani Batista | Árbitro: RJ Claucio Hermanos do Amaral |

a. ^ O Volta Redonda não compareceu ao campo de jogo e foi considerado derrotado pelo placar de 3 a 0.

b. ^ O médico do Vasco da Gama não compareceu ao campo de jogo e o clube foi considerado derrotado pelo placar de 3 a 0.

## Premiação
| Campeonato Carioca de Futebol Feminino de 2010 |
| Rio de Janeiro                                 |
| ---------------------------------------------- |
| VASCO DA GAMA Campeão (7º título)              |